# Horst Kuhn
Horst Kuhn (* 29. September 1932 in Bensheim, Hessen; † 3. Mai 1991 in Marxzell) war ein deutscher Jurist. 
Vom 1. Mai 1975 bis zu seinem Tod amtierte er als Bundesrichter am Bundesgerichtshof in Karlsruhe. Dort war er als Ermittlungsrichter für Terrorismus und Spionage im 3. Strafsenat des Bundesgerichtshofes viele Jahre tätig. Er stellte unter anderem den Haftbefehl für Verena Becker aus.